# 天徳 (金)
天徳（てんとく）は、金の海陵王の治世で用いられた元号。1149年 - 1153年。

## 西暦・干支との対照表
| 天徳 | 元年   | 2年    | 3年    | 4年    | 5年    |
| 西暦 | 1149年 | 1150年 | 1151年 | 1152年 | 1153年 |
| 干支 | 己巳   | 庚午   | 辛未   | 壬申   | 癸酉   |